# Колесник Володимир Володимирович
Володимир Володимирович Коле́сник (нар. 1 січня 1959, Київ) — український живописець, реставратор; член Спілки радянських художників України з 1990 року. Син художника Володимира Колесника, чоловік художниці Олени Василевської, батько художниці Марини Колесник.

## З біографії
Народився 1 січня 1959 року в місті Києві (нині Україна). 1983 року закінчив Київський художній інститут, де навчався зокрема у Володимира Болдирєва, Валентини Виродової-Готьє. Живе у Києві, в будинку на вулиці Бастіонній, № 9.

## Творчість
Працює у галузі станкового живопису, створює натюрморти, пейзажі. Серед робіт:
- «Нотр-Дам» (1998);
- «Осінній натюрморт» (1998);
- «Квітучий сад» (1998);
- «Чорна зірка» (1999);
- «Натюрморт із польовими квітами» (1999);
- «Натюрморт із бузком» (2000);
- «Польові квіти» (2000);
- «Чорна зірка» (2000);
- «Червона квітка» (2001);
- «Пробудження» (2002);
- «Букет для дружини» (2011);
- «Продовження мелодії» (2012);
- «Весна» (2013);
- «Незнайомка» (2013).

Брав участь у реставрацаційних роботах:
- у Києво-Печерській лаврі (1980);
- храмі Василя Блаженного у Москві (1982).

Учасник всеукраїнських, зарубіжних мистецьких виставок з 1980-х років. Персональні виставки відбулися у Києві у 1990, 2013 роках, Нюрнберзі, Мюнхені, Лондоні у 1993—1995 роках, Парижі у 1995 році.